# تومي بول
تومي بول (بالإنجليزية: Tommy Paul)‏ مواليد 04 مارس 1909 في بوفالو - الوفاة 28 أبريل 1991، كان ملاكم محترف أمريكي صنّف ضمن فئة وزن الريشة. حقق بطولة رابطة الملاكمة العالمية.

## إحصائيات
خاض خلال مسيرته 118 نزالا، فاز في 79 وتعادل في 10 وخسر في 28. فاز بالضربة القاضية في 26 نزالا.

## روابط خارجية
- تومي بول على موقع بوكس ريك (الإنجليزية) (registration required)